# Global Drifter Program
Globalny program sond dryfujących (ang. Global Drifter Program) – sieć pomiarów temperatury, zasolenia i prędkości oceanicznych prądów używający dryfujących sond.

## Dane
Dane gromadzone w światowym programie sond dryfujących są odbierane i kontrolowane w Atlantyckim Oceanograficznym i Meteorologicznym Laboratorium Atlantic Oceanographic and Meteorological Laboratory. Pozycja sond dryfujących określana jest z około 16-20 danych satelitarnych otrzymywanych dziennie.  Kontrolowana jest jakość danych i następuje interpolacja do sześciogodzinnych przedziałów czasowych dane są przechowywane w  AOML oraz w Kanadzie w Marine Environmental Data Services (MEDS). Istnieją dwa rodzaje danych: "metadane" opisujące m.in. położenie i czas, oraz "zinterpolowane dane", zawierające wyniki po kontroli jakości. Dane dostępne są z okresu od 15 lutego 1979 roku do chwili obecnej.